# Crisópolis
Crisópolis é um município brasileiro no interior do estado da Bahia. Fundada em 1962 a uma altitude de 149 metros. A população no censo de 2022 era de 19.729 habitantes, de acordo com o IBGE.

## História
A região de Crisópolis foi povoada por fazendeiros e agricultores na segunda metade do século XIX, que formaram as fazendas Dendê de Cima e Dendê de Baixo.
Em meados da década de 1870, o líder messiânico Antônio Conselheiro e seus seguidores se fixaram na Fazenda Dendê de Cima e, com isso, começou a se formar o povoado de Bom Jesus (atual cidade de Crisópolis).
Em 1898, o povoado de Bom Jesus foi elevado à categoria de município, mas, em 1913, foi reincorporado a Itapicuru de Cima. Em 1918, o município foi recriado, dessa vez sediado no povoado de Cajueiros (atual Acajutiba), mas foi extinto em 1931 e incorporado ao município de Esplanada. Novamente restaurou-se o município em 1933, mas ele foi extinto em 1935, sendo incorporado a Itapicuru de Cima.
Por meio do Decreto Estadual nº 11089, de 30 de novembro de 1938, o distrito de Bom Jesus passou a denominar-se Crisópolis.
A Lei Estadual nº 1638, de 12 de março de 1962, desmembra de Itapicuru o distrito de Crisópolis e o eleva à categoria de município, sendo instalado em 7 de abril do ano seguinte, com a posse do primeiro prefeito, Rodolfo Dantas Coelho Filho, e da primeira legislatura da Câmara Municipal.
A Lei Estadual nº 4579, de 5 de novembro de 1985, elevou o povoado crisopolense de Buril à categoria de distrito do mesmo município.

## Geografia
O município de Crisópolis está no Agreste da Bahia e limita-se com Rio Real (L), Acajutiba (SE), Aporá (S), Inhambupe (SO), Olindina (O) e Itapicuru (N). Sua sede municipal está a uma altitude de 149 m acima do nível do mar.
Segundo Santos (2021, p. 38), o relevo de Crisópolis, "esculpido em rochas sedimentares da Bacia do Tucano e do Grupo Barreiras, e em terrenos do Embasamento Cristalino, corresponde a tabuleiros pré-litorâneos, planícies fluviais, morros, encostas e vales cortados pelo rio Itapicuru e afluentes".

## Trabalho e Rendimento
Em 2015, o salário médio mensal era de 1,9 salários mínimos. A proporção de pessoas ocupadas em relação à população total era de 5,1%.
Na comparação com os outros municípios do estado, ocupava as posições 93 de 417 e 359 de 417, respectivamente. Já na comparação com cidades do país todo, ficava na posição 2500 de 5570 e 5114 de 5570, respectivamente. Considerando domicílios com rendimentos mensais de até meio salário mínimo por pessoa, tinha 58.1% da população nessas condições, o que o colocava na posição 11 de 417 dentre as cidades do estado e na posição 128 de 5570 dentre as cidades do Brasil.

## Educação
Em 2015, os alunos dos anos inicias da rede pública da cidade tiveram nota média de 4,9 no IDEB. Para os alunos dos anos finais, essa nota foi de 3,7. Na comparação com cidades do mesmo estado, a nota dos alunos dos anos iniciais colocava esta cidade na posição 56 de 417. Considerando a nota dos alunos dos anos finais, a posição passava a 85 de 417.  A taxa de escolarização (para pessoas de 6 a 14 anos) foi de 96m1 em 2010. Isso posicionava o município na posição 337 de 417 dentre as cidades do estado e na posição 4499 de 5570 dentre as cidades do Brasil.
| Taxa de escolarização de 6 a 14 anos de idade [2010] | Taxa de escolarização de 6 a 14 anos de idade [2010] | 96,1%            |
| IDEB – Anos iniciais do ensino fundamental [2015]    | 4,9                                                  | 4,9              |
| IDEB – Anos finais do ensino fundamental [2015]      | 3,7                                                  | 3,7              |
| Matrículas no ensino fundamental [2015]              | 3.487 matrículas                                     | 3.487 matrículas |

## Economia
Em 2014, tinha um PIB per capita de R$ 6.141,77. Na comparação com os demais municípios do estado, sua posição era de 279 de 417. Já na comparação com cidades do Brasil todo, sua colocação era de 4964 de 5570. Em 2015, tinha 95% do seu orçamento proveniente de fontes externas. Em comparação às outras cidades do estado, estava na posição 135 de 417 e, quando comparado a cidades do Brasil todo, ficava em 862 de 5570.
| PIB per capita [2014]                                      | PIB per capita [2014] | R$ 6.141,77 |
| Percentual das receitas oriundas de fontes externas [2015] | 95 %                  | 95 %        |
| Índice de Desenvolvimento Humano Municipal (IDHM) [2010]   | 0,543                 | 0,543       |

## Saúde
A taxa de mortalidade infantil média na cidade é de 19.76 para 1.000 nascidos vivos. As internações devido a diarreias são de 1.4 para cada 1.000 habitantes. Comparado com todos os municípios do estado, fica nas posições 139 de 417 e 200 de 417, respectivamente. Quando comparado a cidades do Brasil todo, essas posições são de 1253 de 5570 e 1967 de 5570, respectivamente.
| Mortalidade Infantil [2014]         | Mortalidade Infantil [2014]        | 19,76 óbitos por mil nascidos vivos |
| Internações por diarreia [2016]     | 1,4 internações por mil habitantes | 1,4 internações por mil habitantes  |
| Estabelecimentos de Saúde SUS[2009] | 7 estabelecimentos                 | 7 estabelecimentos                  |

## Território e Ambiente
Apresenta 5,8% de domicílios com esgotamento sanitário adequado, 61,9% de domicílios urbanos em vias públicas com arborização e 6,8% de domicílios urbanos em vias públicas com urbanização adequada (presença de bueiro, calçada, pavimentação e meio-fio). Quando comparado com os outros municípios do estado, fica na posição 328 de 417, 241 de 417 e 173 de 417, respectivamente. Já quando comparado a outras cidades do Brasil, sua posição é 4729 de 5570, 3586 de 5570 e 3178 de 5570, respectivamente.
| Área da unidade territorial [2016]   | Área da unidade territorial [2016] | 607,657 km² |
| Esgotamento sanitário adequado[2010] | 5,8 %                              | 5,8 %       |
| Arborização de vias públicas [2010]  | 61,9 %                             | 61,9 %      |
| Urbanização de vias públicas [2010]  | 6,8 %                              | 6,8 %       |